# PB-100

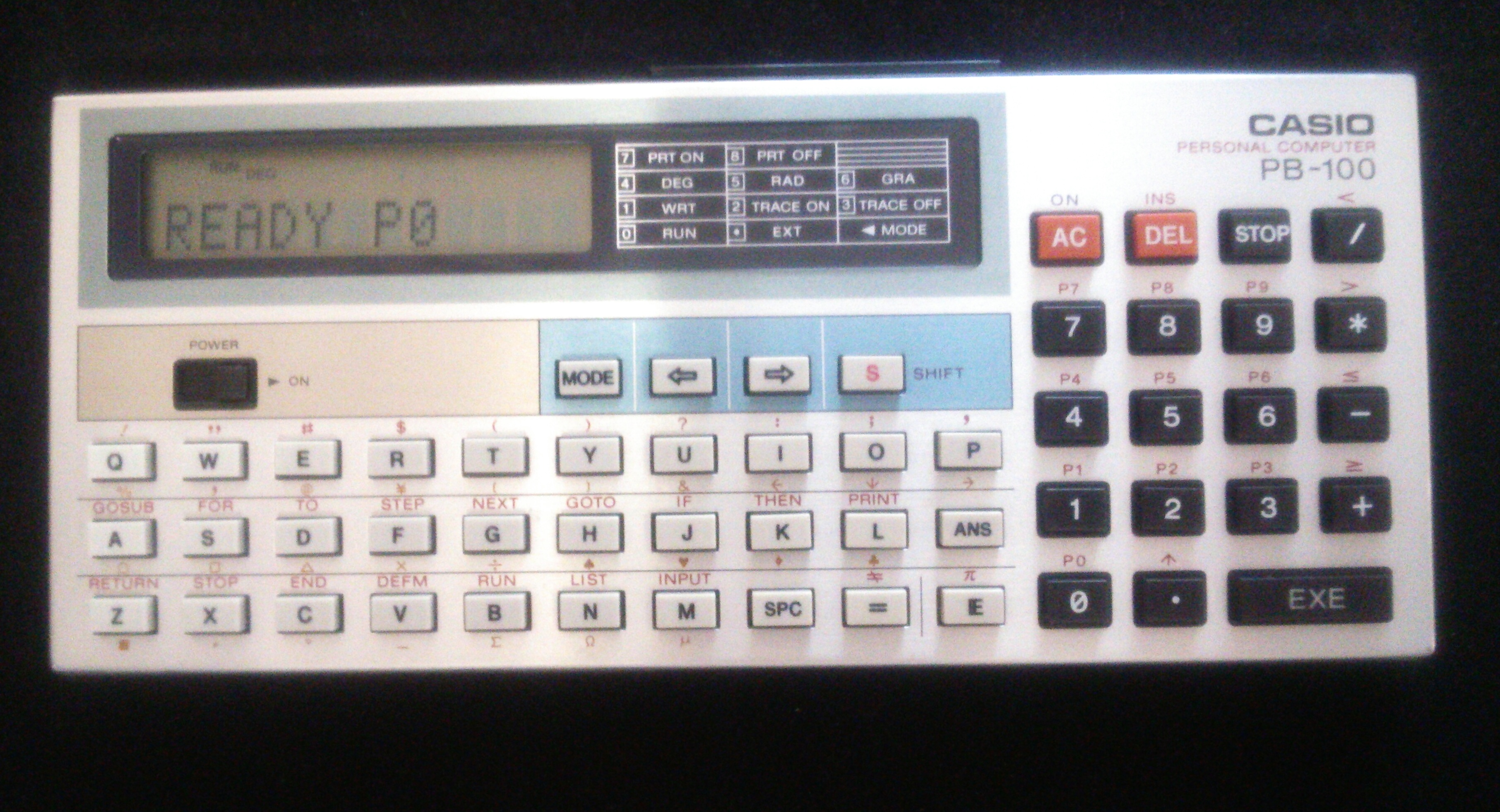
Casio PB-100

PB-100は、カシオ計算機が1982年8月に発売したポケットコンピュータ。

## 概要
カシオ計算機が発売した低価格のポケットコンピュータ。前身となるのは同社が発売していたFX-702Pで「FX-702PのBASICを、より多くの人に使ってもらう」のコンセプトの元、当時の最先端技術であったVLSIを使用してCPU, ROM, RAMをワンチップにすること、RAMの容量を1Kバイトにすること、液晶表示を12桁にすることで14,800円の低価格にすることに成功。元はコンピュータに興味を持つ大学生やサラリーマン層をターゲットとしたものだったが、およそLSIゲーム2台分という価格の安さと、キャラクタパターンを多く持ちゲームが作りやすかったことから低年齢層にも支持され、数多くのゲームがコンピュータ雑誌に掲載された。
上位モデルとしてFX-700Pが存在した。違いはRAM容量と F （関数）キーの有無。しかしPB-100も本体を加工することで F キーを増設することができた（後述）。

## 特徴
プログラミング言語としてBASICを内蔵した横長のポケット型コンピュータである。左側にQWERTY配列のアルファベットキー、右側にテンキーと四則キーとEXEキーがあり、簡易的な関数電卓としても使用できた。液晶表示部分はかなり横長に面積が取られているが、表示桁数が12桁しかないため、右半分はMODEキーのキーガイダンスのラベルでマスクがしてある。プログラム用のフリーエリアは標準で544ステップで、別売のメモリモジュール（OR-1）を増設することにより1,024ステップ増設ができ1,568ステップにできた。また『パソコン必勝法』という入門書が付属したのも特筆すべき点で、これを見ながらPB-100を操作することで、BASICをまったく触ったことのないコンピュータ初心者でもBASICを習得することができた。この入門書は編集に技術評論社が携わっており、単体の書籍としても出版された。
発売当時は伊武雅刀を起用して「パソコン知らない? 遅れてますねぇ、成績いいのにねぇ」という入社面接をあしらったテレビCMを流していた（映像 - YouTube）。また『遊COM』という名称で日清焼そばU.F.O.の懸賞品にもされた。

## 仕様
- P0～P9の10個のプログラムバンクが用意されており、それぞれのバンクに別のプログラムを登録できる。バンクから別のバンクへGOTO命令でジャンプしたりGOSUB命令でサブルーチンとして呼び出すことも可能。
- 変数はA～Zの26種類が使用可能。変数名の後ろに$を付けると文字列変数になる。文字列は7文字まで。数値と文字列で同じ変数名は使えない（変数AとA$は排他となる）。これとは別に$変数という30文字の文字列が扱える専用の変数がある。
- 配列は1次元のみ可能で、変数の添え字がそのまま別の変数へのオフセットになる。すなわちA(0)とA、A(1)とB、A(25)とZがそれぞれ同じ変数になる。DEFM命令で変数エリアを増やすことで（代わりにプログラムエリアが減る）A(26)以降も使用可能になる。
- IF命令はTHENの後に行番号を記述するか、セミコロン（;）の後に命令を記述する。また、数式の閉じ括弧は省略可能。
- CSR命令で任意の位置に文字を表示可能。また、KEY命令で押下されているキーを読み取り可能。これらの命令を組み合わせることで、リアルタイムのゲームが作成可能となる。
- 電源はCR2032×2 (6V 0.02W）。

## サポートしていない機能
- アドレスを直接指定して、メモリを直接操作する（PEEK, POKE命令）[1]
- タイマーを利用する

以下はPB-110以降で使用可能。
- 音を出す（BEEP命令）
- READ, DATA, RESTORE命令
- ON～GOTO, ON～GOSUB命令

FX-702Pから削除された機能は以下の通り。
- LISTV（変数の内容をリスト）
- WAIT（一定時間表示して次へ進む）
- PASS（プログラムをパスワードで保護）
- 双曲線関数
- 60進-10進変換
- 標準偏差
- 極座標変換

## 周辺機器
- OR-1(E): 増設メモリモジュール。1Kバイト（1,024ステップ）の増設が可能。
- FA-3: カセットインターフェースユニット。
- FP-12: 感熱ロール紙使用のミニプリンタ。1行あたり20文字印字可能。

## OEM・クローン機
遊COM（アソコン）
日清焼そばU.F.O.の懸賞品で、抽選で6,000名にプレゼントされたモデル。『遊COM BOOK』というオリジナルの入門書と、ゲームのプログラムが印刷されたソフトカード10枚が付属する。ストラップ付きの専用ハードケースに収められていて、そのままでは周辺機器との接続が出来ないが、接着されているケースを開封して本体を取り出せば、中身はPB-100なので接続が可能となる。
応募期間中はイメージキャラクターの杏里が遊COMを持ったテレビCMも放映された（映像 - YouTube）。
スーパーカレッジ
学校教育用モデル。PB-100と同じ544ステップだが F （関数）キーが標準搭載されている。
TRS-80 Pocket Computer PC-4
米国タンディ・コーポレーションから発売されたモデル。本体右上のプリントがオリジナルのロゴになっている以外の違いはない。パソコン必勝法を英訳した入門書も添付された。
Olympia OP-544
ドイツのオリンピア・ビジネスシステムから発売されたモデル。
Elektronika MK-85
旧ソ連で製造されたクローン機。外装やLCDの表示レイアウトは同じであるが、中身はソ連が独自に開発したPDP-11互換プロセッサが使用されており、アーキテクチャは全く異なる。BASICも独自の修正やコマンドの追加がされており、PB-100との互換性は低い。
独自の機能として、キリル文字のキャラクターセットが追加されている。また12桁のLCDに自由にドットパターンを描画したり、ユーザ定義文字を登録するコマンドも追加されている。

## その他
- PB-100には、実は上位モデルのFX-700Pだけにある F （関数）キーのキーアサインが内蔵されており、単にボタンが付けられていなくてマスクされているだけだった。そこでポケコンの F キーの位置に穴を開けることでボタンを増設させることができた。キーは消しゴムを加工して作るのが一般的だった。
- PB-100開発時は、キャラクターパターンにインベーダーのキャラクター（横歩きが出来るように2種類のパターン）を持たせる構想もあったが、著作権の関係があるため採用されなかった[2]。
- 開発当初はFX-602Pの延長上の製品として縦型・ABC配列の本体が想定されていたが、途中で製品コンセプトが「パソコンの入門機」に変更され、それに合わせて本体デザインも横型・QWERTY配列に変更された。